# DDR-Mannschaftsmeisterschaft im Schach 1984
Bei der DDR-Mannschaftsmeisterschaft im Schach 1984 gewann das Baukombinat Leipzig zum elften Mal die DDR-Mannschaftsmeisterschaft.
Gespielt wurde ein Rundenturnier nach Scheveninger System, wobei jede Mannschaft gegen jede andere jeweils vier Mannschaftskämpfe an acht Brettern austrug. Insgesamt waren es 112 Mannschaftskämpfe, also 896 Partien.

## DDR-Mannschaftsmeisterschaft 1984

### Kreuztabelle der Oberliga (Rangliste)
|   | Verein                              | 1    | 2    | 3    | 4    | 5    | 6    | 7    | 8    | Punkte |
| - | ----------------------------------- | ---- | ---- | ---- | ---- | ---- | ---- | ---- | ---- | ------ |
| 1 | Baukombinat Leipzig                 |      | 15,0 | 19,5 | 19,5 | 21,5 | 25,0 | 26,0 | 25,0 | 151,5  |
| 2 | Post Dresden                        | 17,0 |      | 16,0 | 20,0 | 22,0 | 19,0 | 21,0 | 24,0 | 139,0  |
| 3 | Buna Halle-Neustadt                 | 12,5 | 16,0 |      | 17,0 | 17,5 | 21,0 | 22,5 | 21,5 | 128,0  |
| 4 | Lok Karl-Marx-Stadt                 | 12,5 | 12,0 | 15,0 |      | 14,5 | 19,5 | 20,0 | 19,5 | 113,0  |
| 5 | Mikroelektronik Erfurt              | 10,5 | 10,0 | 14,5 | 17,5 |      | 14,5 | 15,0 | 17,5 | 099,5  |
| 6 | Vorwärts Strausberg                 | 07,0 | 13,0 | 11,0 | 12,5 | 17,5 |      | 18,0 | 18,5 | 097,5  |
| 7 | Greika Greiz                        | 06,0 | 11,0 | 09,5 | 12,0 | 17,0 | 14,0 |      | 19,0 | 088,5  |
| 8 | Aktivist Schwarze Pumpe Hoyerswerda | 07,0 | 08,0 | 10,5 | 12,5 | 14,5 | 13,5 | 13,0 |      | 079,0  |

### Beste Einzelresultate
Oberhaus (Bretter 1 bis 4)
| Spieler              | Verein  | Punkte | Partien | Prozent |
| -------------------- | ------- | ------ | ------- | ------- |
| Wolfgang Uhlmann     | Dresden | 19,5   | 23      | 84,8    |
| Thomas Casper        | Leipzig | 18,0   | 24      | 75,0    |
| Lothar Vogt          | Leipzig | 15,0   | 20      | 75,0    |
| Uwe Bönsch           | Halle   | 13,0   | 18      | 72,2    |
| Alexander Goldberg   | Dresden | 18,5   | 26      | 71,1    |
| Raj Tischbierek      | Leipzig | 12,0   | 17      | 70,6    |
| Rainer Knaak         | Leipzig | 15,5   | 22      | 70,5    |
| Hans-Ulrich Grünberg | Halle   | 17,0   | 26      | 65,4    |

Unterhaus (Bretter 5 bis 8)
| Spieler            | Verein  | Punkte | Partien | Prozent |
| ------------------ | ------- | ------ | ------- | ------- |
| Manfred Schöneberg | Leipzig | 20,0   | 26      | 76,9    |
| Manfred Böhnisch   | Leipzig | 20,0   | 27      | 74,0    |
| Heinz Liebert      | Halle   | 14,5   | 20      | 72,5    |
| Matthias Rösler    | Dresden | 19,0   | 27      | 70,4    |
| Gottfried Braun    | Leipzig | 17,5   | 25      | 70,0    |
| Michael Becker     | Halle   | 19,5   | 28      | 69,6    |
| F. Schneider       | Dresden | 13,0   | 20      | 65,0    |

### Die Meistermannschaft
| 1.            | Baukombinat Leipzig |
| Schachfiguren | Rainer Knaak, Lothar Vogt, Raj Tischbierek, Thomas Casper, Manfred Schöneberg, Detlef Neukirch, Gottfried Braun, Manfred Böhnisch, Reinhard Gnauk, Walter Goltzsch, Helge Kildal |

### DDR-Liga
| Platz | Verein                    | Punkte |
| ----- | ------------------------- | ------ |
| 01    | Rotation Berlin           | 91,0   |
| 02    | Lok Schwerin              | 78,5   |
| 03    | AdW Berlin II             | 78,5   |
| 04    | Post Berlin               | 76,0   |
| 05    | Lok Stralsund             | 75,5   |
| 06    | TH Magdeburg              | 75,5   |
| 07    | Schifffahrt/Hafen Rostock | 73,0   |
| 08    | Lok Rostock               | 70,5   |
| 09    | Empor Potsdam II          | 52,5   |
| 10    | Post Ludwigslust          | 49,0   |

| Platz | Verein                   | Punkte |
| ----- | ------------------------ | ------ |
| 01    | AdW Berlin               | 101,0  |
| 02    | Halbleiterwerk Frankfurt | 076,5  |
| 03    | Empor Potsdam            | 076,0  |
| 04    | Lok Brandenburg          | 074,5  |
| 05    | Empor HO Berlin          | 074,5  |
| 06    | Dynamo Potsdam           | 070,0  |
| 07    | Motor SO Magdeburg II    | 067,5  |
| 08    | Lok Rostock II           | 064,0  |
| 09    | PH Potsdam               | 058,5  |
| 10    | Lok Schwerin II          | 057,5  |

| Platz | Verein                    | Punkte |
| ----- | ------------------------- | ------ |
| 01    | Buna Halle-Neustadt II    | 94,0   |
| 02    | Motor SO Magdeburg        | 84,0   |
| 03    | Chemie Lützkendorf        | 79,0   |
| 04    | Carl Zeiss Jena           | 77,5   |
| 05    | WBK 67 Halle-Neustadt     | 72,5   |
| 06    | Motor Suhl                | 70,5   |
| 07    | Medizin Erfurt            | 69,5   |
| 08    | Mikroelektronik Erfurt II | 64,5   |
| 09    | Chemie IW Ilmenau         | 54,5   |
| 10    | Einheit Bad Salzungen     | 53,0   |

| Platz | Verein                    | Punkte |
| ----- | ------------------------- | ------ |
| 01    | Fortschritt Plauen        | 84,0   |
| 02    | Motor Gohlis Nord Leipzig | 82,5   |
| 03    | Lok Gera                  | 78,5   |
| 04    | Aktivist Oelsnitz         | 76,5   |
| 05    | Motor Leipzig-Lindenau    | 73,5   |
| 06    | Lok Karl-Marx-Stadt II    | 71,5   |
| 07    | Buna Halle-Neustadt III   | 67,5   |
| 08    | Wismut Aue                | 66,5   |
| 09    | Aufbau Bernburg           | 64,5   |
| 10    | Lok Merseburg             | 55,0   |

| Platz | Verein                       | Punkte |
| ----- | ---------------------------- | ------ |
| 01    | Lok Mitte Leipzig            | 105,5  |
| 02    | Fortschritt Cottbus          | 075,0  |
| 03    | Lok Dresden                  | 073,0  |
| 04    | Aktivist Brieske-Senftenberg | 073,0  |
| 05    | Vorwärts Kamenz              | 072,0  |
| 06    | Post Dresden II              | 072,0  |
| 07    | Pentacon Dresden             | 068,0  |
| 08    | Vorwärts Löbau               | 066,0  |
| 09    | Einheit Freiberg             | 059,0  |
| 10    | Fortschritt Nord Forst       | 056,5  |

### Aufstiegsspiele zur Oberliga
Halbfinale
- AdW Berlin – Rotation Berlin 8½:7½ (doppelrundig)
- Lok Mitte Leipzig – Fortschritt Plauen 6½:1½ (einrundig)

Buna Halle-Neustadt II zog im Laufe der Aufstiegsrunde zurück. Die ursprünglich angesetzte Dreiergruppe mit Leipzig, Plauen und Halle spielte im Skalitzka-System.
Finale
- AdW Berlin – Lok Mitte Leipzig 8½:7½

Da im Folgejahr die Armeemannschaft Vorwärts Strausberg aufgelöst wurde, rückte auch Leipzig in die Oberliga nach.

## DDR-Mannschaftsmeisterschaft der Frauen 1984

### Oberliga
Chemie Köpenick zog die Mannschaft kurz vor Saisonende zurück und wurde gestrichen. AdW Berlin wurden 4 Punkte wegen eines Nichtantretens abgezogen.
| Platz | Verein                 | Punkte |
| ----- | ---------------------- | ------ |
| 1     | Buna Halle-Neustadt    | 44,0   |
| 2     | Motor Leipzig-Lindenau | 41,0   |
| 3     | AdW Berlin             | 38,5   |
| 4     | Metall Gera            | 34,0   |
| 5     | PH Potsdam             | 33,5   |
| 6     | Motor Weimar           | 31,5   |
| 7     | TSG Wittenberg         | 25,5   |

### DDR-Liga
In der Staffel I fehlt das Ergebnis einer Hängepartie ohne Einfluss auf die Platzierung.
| Platz | Verein               | Punkte |
| ----- | -------------------- | ------ |
| 1     | TH Magdeburg         | 46,0   |
| 2     | Chemie Guben         | 41,0   |
| 3     | Rotation Schwedt     | 25,0   |
| 4     | Chemie Buna Schkopau | 22,5   |
| 5     | TSG Wittenberg II    | 19,5   |
| 6     | Rotation Berlin      | 12,0   |

| Platz | Verein                    | Punkte |
| ----- | ------------------------- | ------ |
| 1     | Motor Gohlis Nord Leipzig | 46,5   |
| 2     | Post Dresden              | 43,0   |
| 3     | Lok Karl-Marx-Stadt       | 33,5   |
| 4     | Chemie IW Ilmenau         | 27,5   |
| 5     | Motor Leipzig-Lindenau II | 16,5   |
| 6     | Post Karl-Marx-Stadt      | 13,0   |

### Regionalliga
Die Ergebnisse der Regionalliga der Frauen liegen nicht vor. Es waren folgende Teilnehmer angekündigt:
- Staffel 1: Vorwärts Stallberg, Schiffselektronik Rostock, Chemie 70 Rostock, Hydraulik Parchim
- Staffel 2: Motor SO Magdeburg, Vorwärts Strausberg, WBK Berlin, Motor SO Magdeburg II
- Staffel 3: Motor Weimar II, Wissenschaft Halle, ISG Apolda, Lok Naumburg
- Staffel 4: Metall Gera II, LVB Leipzig, Eintracht Seiffen, Aufbau Mitte Görlitz

## Jugendmeisterschaften
| Altersklasse       | männlich                 | weiblich       |
| ------------------ | ------------------------ | -------------- |
| Altersklasse 9/10  | Post Dresden             | TSG Wittenberg |
| Altersklasse 11/12 | Post Dresden             | TSG Wittenberg |
| Altersklasse 13/14 | Pionierhaus Nord Leipzig | Chemie Guben   |
| Altersklasse 15/18 | Rotation Berlin          | Post Dresden   |